# یواس‌ان‌اس هیز (تی-ای‌جی‌اوآر-۱۶)
یواس‌ان‌اس هیز (تی-ای‌جی‌اوآر-۱۶) (به انگلیسی: USNS Hayes (T-AGOR-16)) یک زیردریایی بود که طول آن 246' بود. این زیردریایی در سال ۱۹۷۰ ساخته شد.